# 恶性

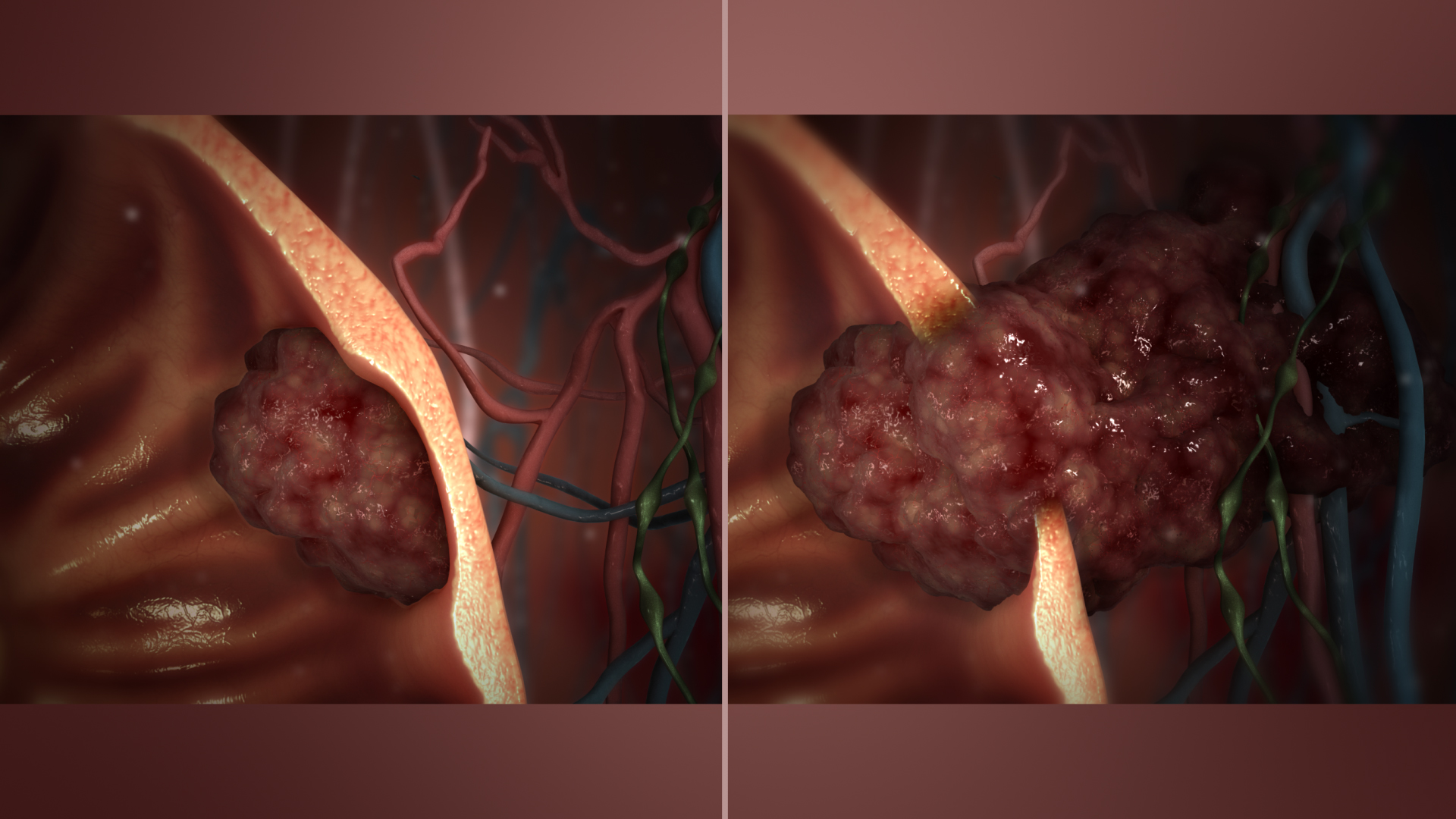
具有恶性的肿瘤细胞（右）能够冲破周围组织，进行远端转移

恶性（英語：Malignancy）是一个肿瘤学概念，指肿瘤或癌细胞能够无限增殖的同时具有癌浸润与远端转移的能力。具有恶性的肿瘤主要包括癌（发源自上皮系细胞的恶性肿瘤）、肉瘤（发源自结缔组织的恶性肿瘤），以及淋巴瘤。
恶性的英语词为“Malignancy”，由拉丁语词根“male”（意为糟糕、严重）与“-gnus”（意为“出生”）组成。